# 蛇いちご賞
蛇いちご賞（へびいちごしょう）は、スポーツ報知の映画担当記者がその年度最低の映画及び俳優を選ぶ映画賞である。2011年の第8回を最後に選考は休止されている。

## 概要
「蛇いちご（ヘビイチゴ）＝漢名・蛇苺」は、バラ科ヘビイチゴ属の多年草。名称は、アメリカにおいて、同様の趣旨で開催されるゴールデンラズベリー賞にちなんでいる。
2004年度に第1回が開催され、毎年12月前後に「スポーツ報知」の記事として紙面に掲載される（第6回以降は年度末前後）。同紙映画担当記者が、賞レースからは縁遠かった作品や取材現場を振り返る中で、前評判と完成度のギャップにショックを受けたり、思わず首をかしげた作品や俳優について座談会を行い選考する。
最低映画作品、最低監督賞、最低男優賞や最低女優賞が設けられている。受賞作品ならびに受賞者の発表のみで、受賞セレモニーが開催されることはない。
同種の映画賞に「映画芸術 ベストテン&ワーストテン」、「映画秘宝 HIHOはくさい映画賞」、「きいちご賞」などがある。

## 歴代受賞作品

### 第1回（2004年度）
- 作品賞 「デビルマン」、「ゴジラ FINAL WARS」
- 女優賞 常盤貴子（「赤い月」）、伊東美咲（「海猫」）、秋吉久美子（「透光の樹」）、杉本彩 （「花と蛇」）
- 男優賞 伊﨑央登、伊﨑右典（「デビルマン」）、布袋寅泰（「赤い月」）、照英（「スクールウォーズ・HERO」）
- 監督賞 那須博之（「デビルマン」）、北村龍平（「ゴジラ FINAL WARS」）

### 第2回（2005年度）
- 作品賞 「SHINOBI」、「戦国自衛隊1549」、「この胸いっぱいの愛を」、「鳶がクルリと」、「ローレライ」、「妖怪大戦争」
- 女優賞 仲間由紀恵（「SHINOBI」）、杉本彩（「花と蛇2 パリ／静子」）
- 男優賞 オダギリジョー（「SHINOBI」）、神木隆之介（「妖怪大戦争」）
- 監督賞 下山天（「SHINOBI」）、薗田賢次（「鳶がクルリと」）

### 第3回（2006年度）
- 作品賞[2] 「ゲド戦記」、「LIMIT OF LOVE海猿」、「日本沈没」、「無花果の顔」、「笑う大天使」

### 第4回（2007年度）
- 作品賞 「蒼き狼 〜地果て海尽きるまで〜」
- 男優賞 田村正和 （「ラストラブ」）
- 女優賞 菊川怜（「蒼き狼 〜地果て海尽きるまで〜」）、長谷川京子 （「愛の流刑地」）
- 新人賞 Ara（「蒼き狼 〜地果て海尽きるまで〜」）、松下奈緒（「未来予想図 〜ア・イ・シ・テ・ルのサイン〜」）
- 監督賞 井筒和幸[3]（「パッチギ! LOVE&PEACE」）、松本人志（「大日本人」）
- 特別賞 沢尻エリカ[4]

### 第5回（2008年度）
- 作品賞 「L Change the WorLd」、「銀幕版 スシ王子! 〜ニューヨークへ行く〜」
- 男優賞 南原清隆（「L Change the WorLd」、「その日のまえに」）、役所広司（「パコと魔法の絵本」、「トウキョウソナタ」）
- 女優賞 新垣結衣（「フレフレ少女」）、石原さとみ（「フライング☆ラビッツ」）、長澤まさみ（「隠し砦の三悪人 THE LAST PRINCESS」）
- 監督賞 堤幸彦（「銀幕版 スシ王子! 〜ニューヨークへ行く〜」など）、中田秀夫（「L Change the WorLd」）

### 第6回（2009年度）
- 作品賞 「しんぼる」、「ROOKIES〜卒業〜」
- 主演男優賞 松本人志（「しんぼる」）
- 主演女優賞 広末涼子（「ゼロの焦点」）、長澤まさみ（「群青 愛が沈んだ海の色」）
- 助演男優賞 竹中直人（「新宿インシデント」「僕らのワンダフルデイズ」）
- 助演女優賞 福田沙紀（「ヤッターマン」）、香椎由宇（「釣りキチ三平」）
- 新人賞 ステファニー（「プライド」）、高山侑子（「空へ-救いの翼 RESCUE WINGS-」）
- 監督賞 松本人志（「しんぼる」）、岸谷五朗（「キラー・ヴァージンロード」）

### 第7回（2010年度）
- 作品賞 「踊る大捜査線 THE MOVIE3 ヤツらを解放せよ!」、「ノルウェイの森」
- 主演男優賞 アントニオ猪木（「ACACIA」）、水嶋ヒロ（「BECK」）
- 主演女優賞 菊地凛子（「ノルウェイの森」）、黒木メイサ（「SPACE BATTLESHIP ヤマト」）
- 助演男優賞 該当者なし
- 助演女優賞 加藤あい（「THE LAST MESSAGE 海猿」）、水川あさみ（「今度は愛妻家」）
- 新人賞 USA（宇佐美吉啓）（「京都太秦物語」）、小栗旬（「シュアリー・サムデイ」監督）
- 監督賞 堤幸彦（「BECK」）、トラン・アン・ユン（「ノルウェイの森」）

### 第8回（2011年度）
- 作品賞 「さや侍」、「セカンドバージン」
- 男優賞 山下智久（「あしたのジョー」）、小栗旬（「岳」）
- 女優賞 菊地凛子（「小川の辺」）、深田恭子（「夜明けの街で」「セカンドバージン」）
- 新人賞 前田敦子（「もし高校野球の女子マネージャーがドラッカーの『マネジメント』を読んだら」）、大野いと（「高校デビュー」）
- 監督賞 松本人志（「さや侍」）、天願大介（「デンデラ」）